# Zemrane
Zemrane est une commune marocaine se situant à environ 50 kilomètres au nord-est de la ville de Marrakech. Elle appartient à la province d'El Kelâa des Sraghna et compte 15 996 habitants (recensement de 2004).
La commune de Zemrane est originairement le territoire d'une tribu arabe mâaqilite, nommé également Zemrane (Banu Maâqil). Cette tribu est reconnue pour être l'une des tribus du Sud à avoir contribué, pendant la dynastie saâdienne, à la résistance contre les Portugais qui avaient colonisé la plupart du littoral marocain.